# Державний музей нового західного мистецтва
Державний музей нового західного мистецтва (рос. Государственный музей нового западного искусства, ГМНЗИ) виник в Москві в результаті об'єднання 1-го та 2-го Музеїв нового західного живопису, існував в період від 1923 до 6 березня 1948 року.

## Передісторія
Перший музей нового західного живопису створений на основі колекції С. І. Щукіна і відкритий в 1918 році в колишньому будинку Щукіна (Великий Знаменський провулок, № 8), являв собою зібрання творів західноєвропейського (переважно французького) живопису і скульптури, починаючи від 60-х рр. XIX ст. (Едуар Мане, П'єр-Огюст Ренуар, Едгар Дега, Клод Моне, Вінсент ван Гог, Поль Гоген, Каміль Піссарро, Анрі де Тулуз-Лотрек, Поль Сезанн, Анрі Матісс, Пабло Пікассо, Огюст Роден та ін.).

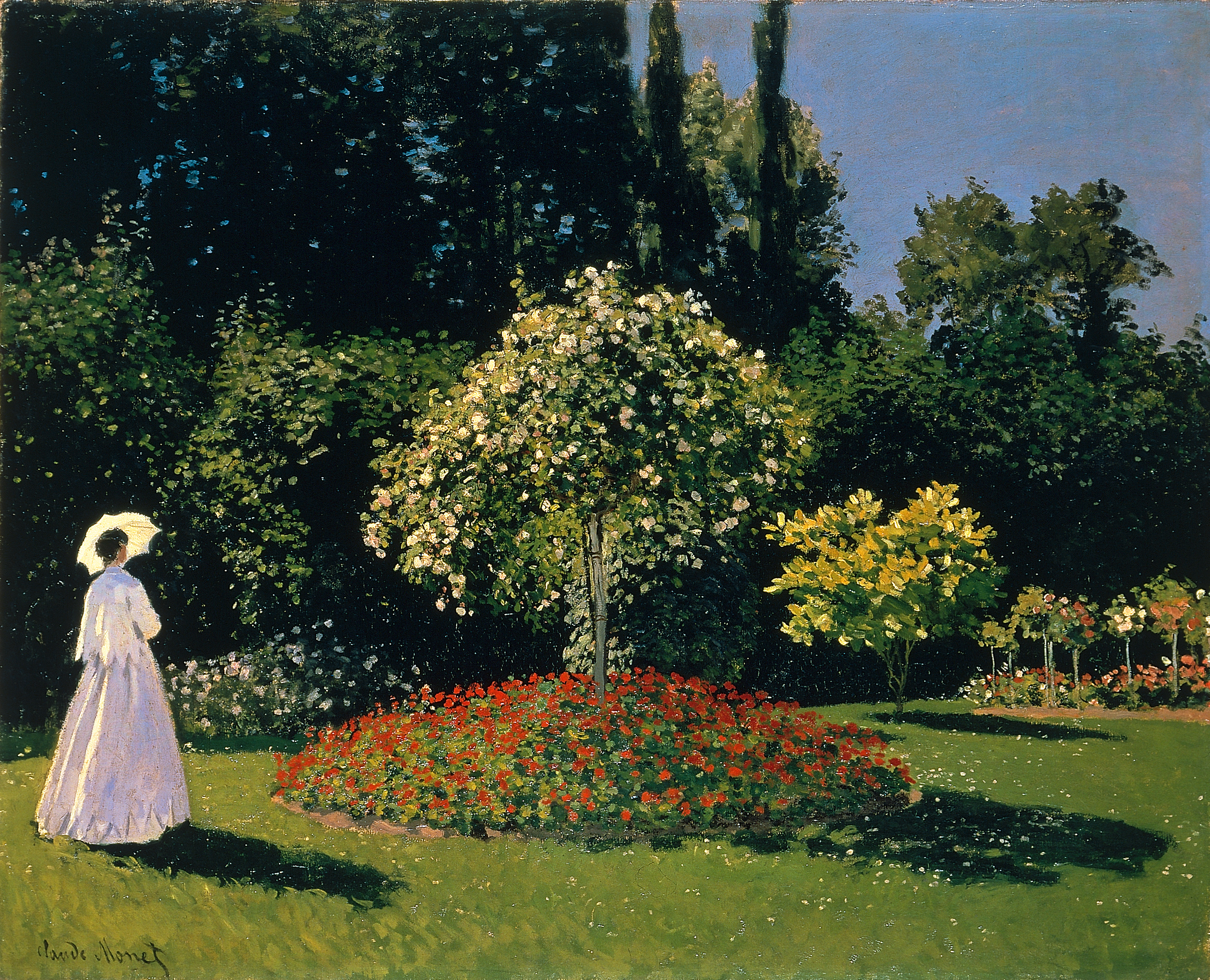
Клод Моне. «Дама в саду Сент-Адресс». 1867
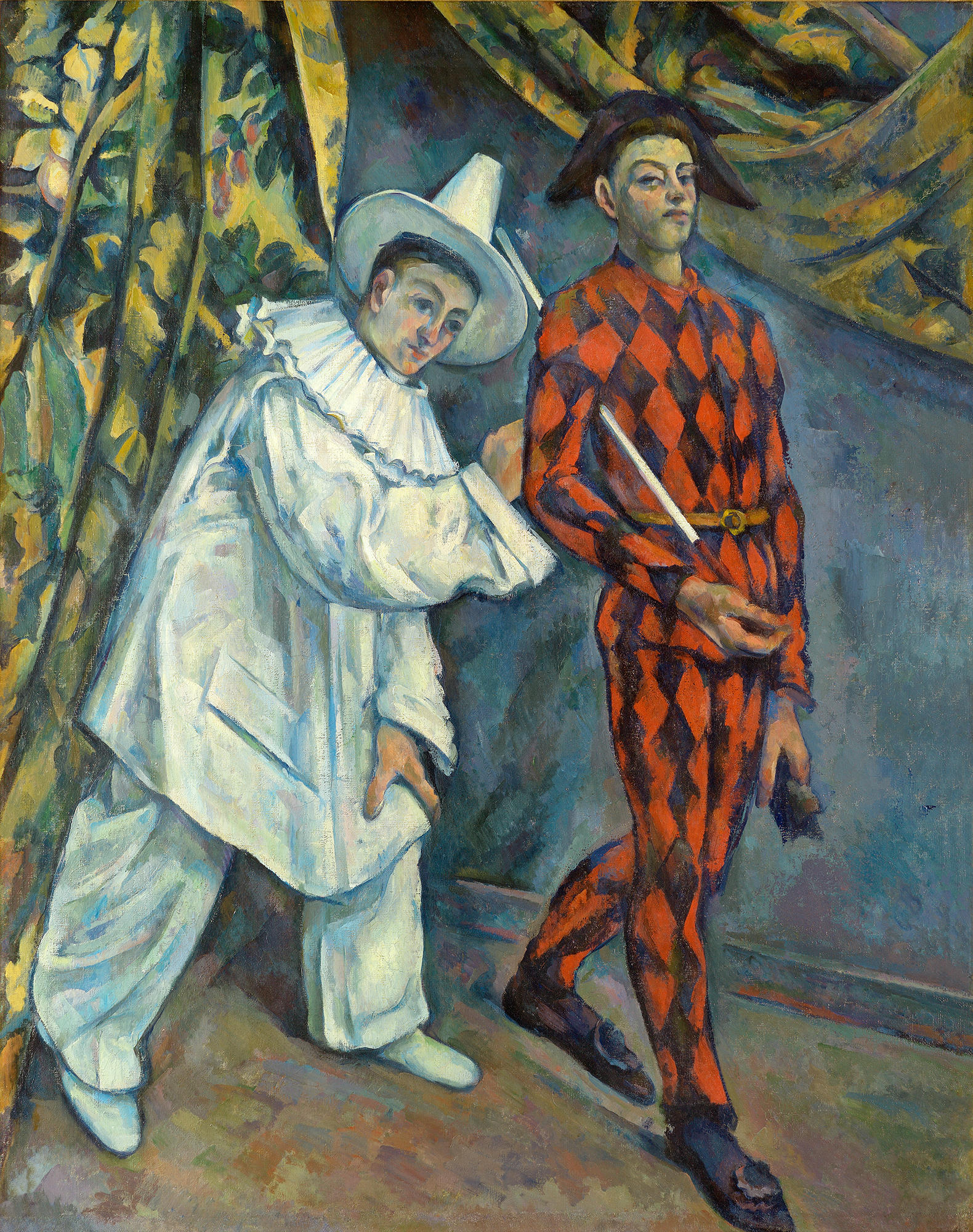
«П'єро і Арлекін», Сезанн
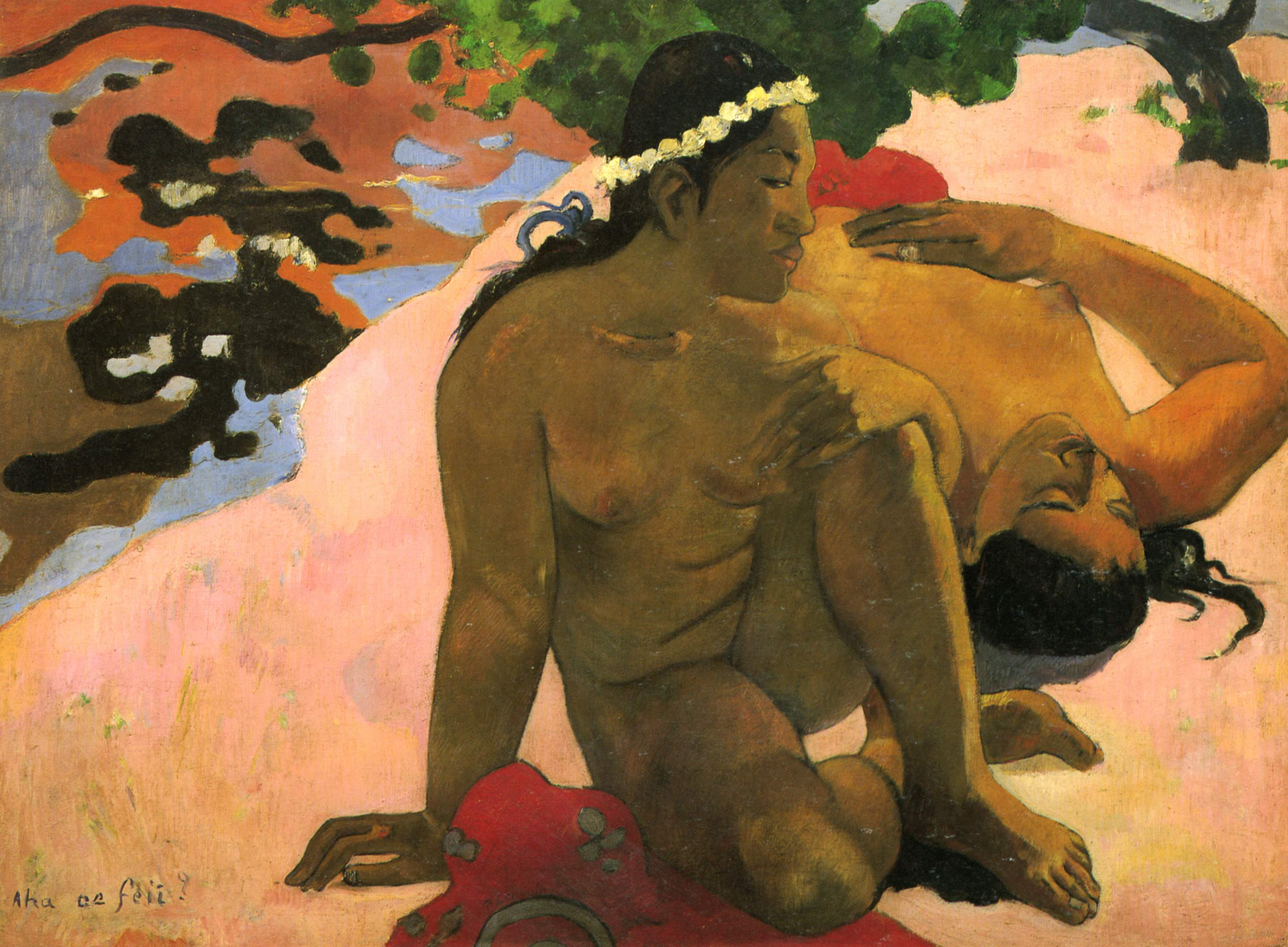
«О, у тебе ревнощі?», Поль Гоген
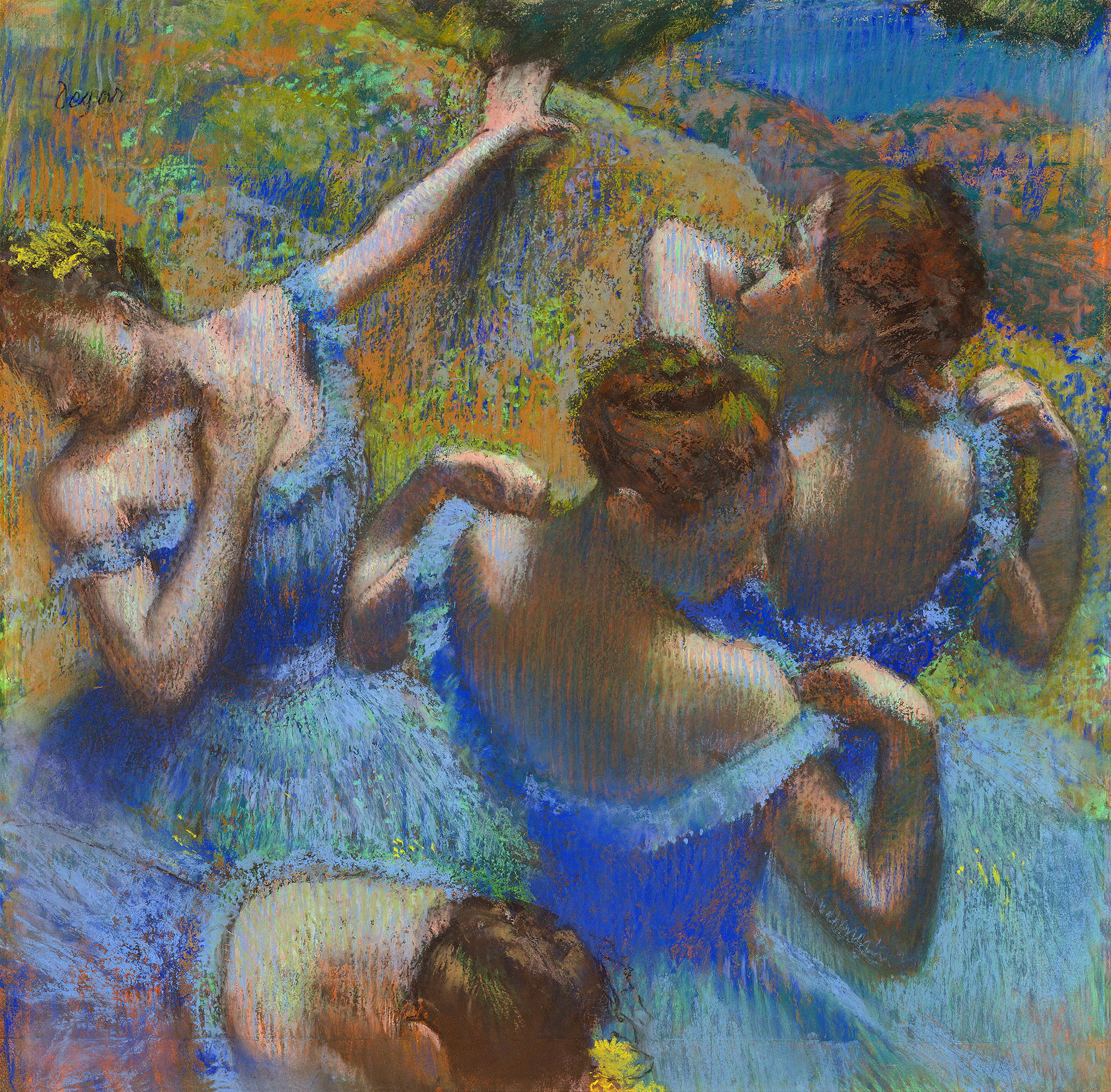
«Блакитні танцівниці», Едгар Дега

Другий музей нового західного живопису створений на основі колекції І. А. Морозова і відкритий в 1919 році в будівлі міської садиби Морозова (вулиця Пречистенка, 21).

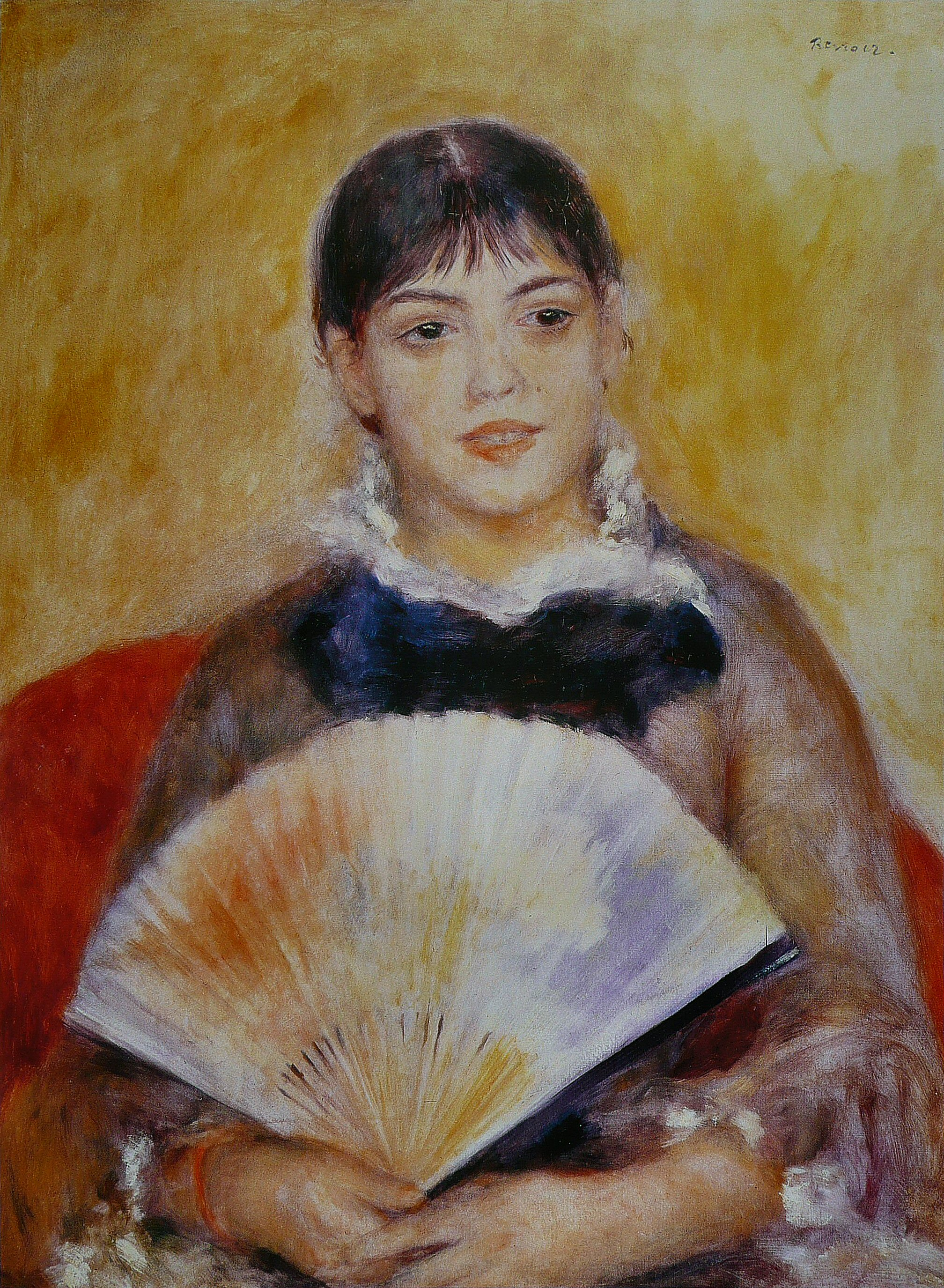
Огюст Ренуар. «Дівчина з віялом»
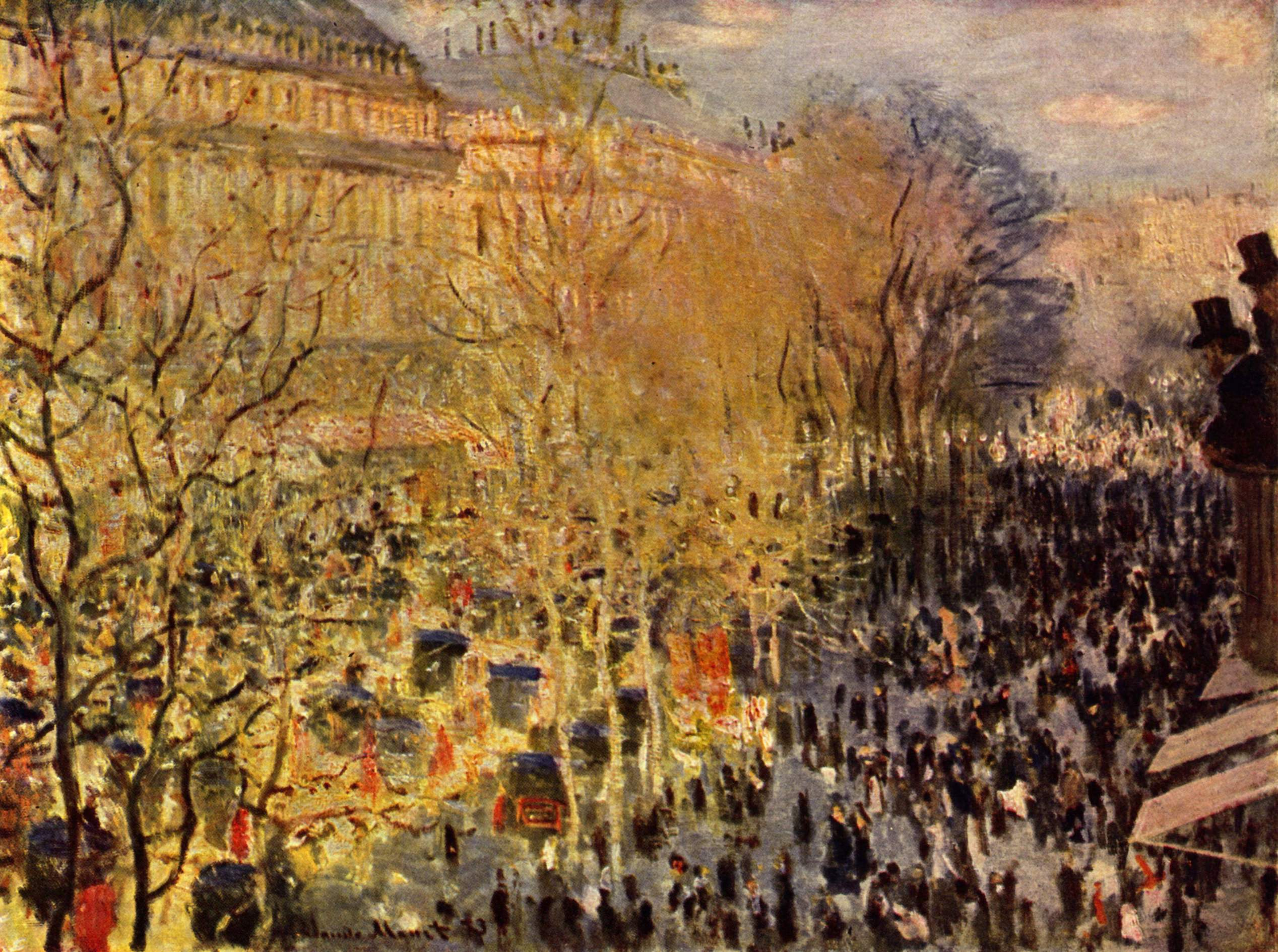
Клод Моне, «Бульвар Капуцинок в Парижі»
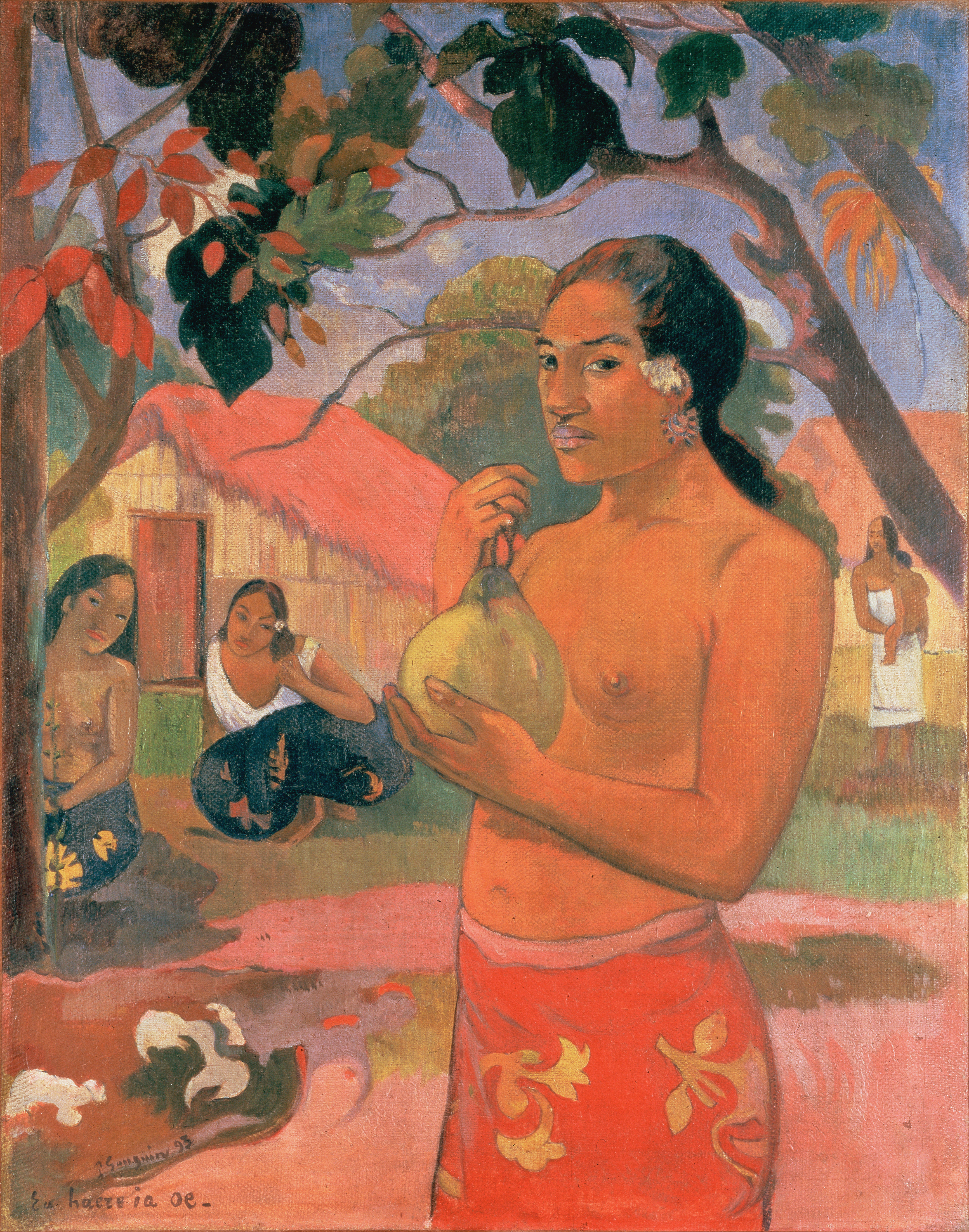
Поль Гоген, «Жінка з тропічним фруктом»
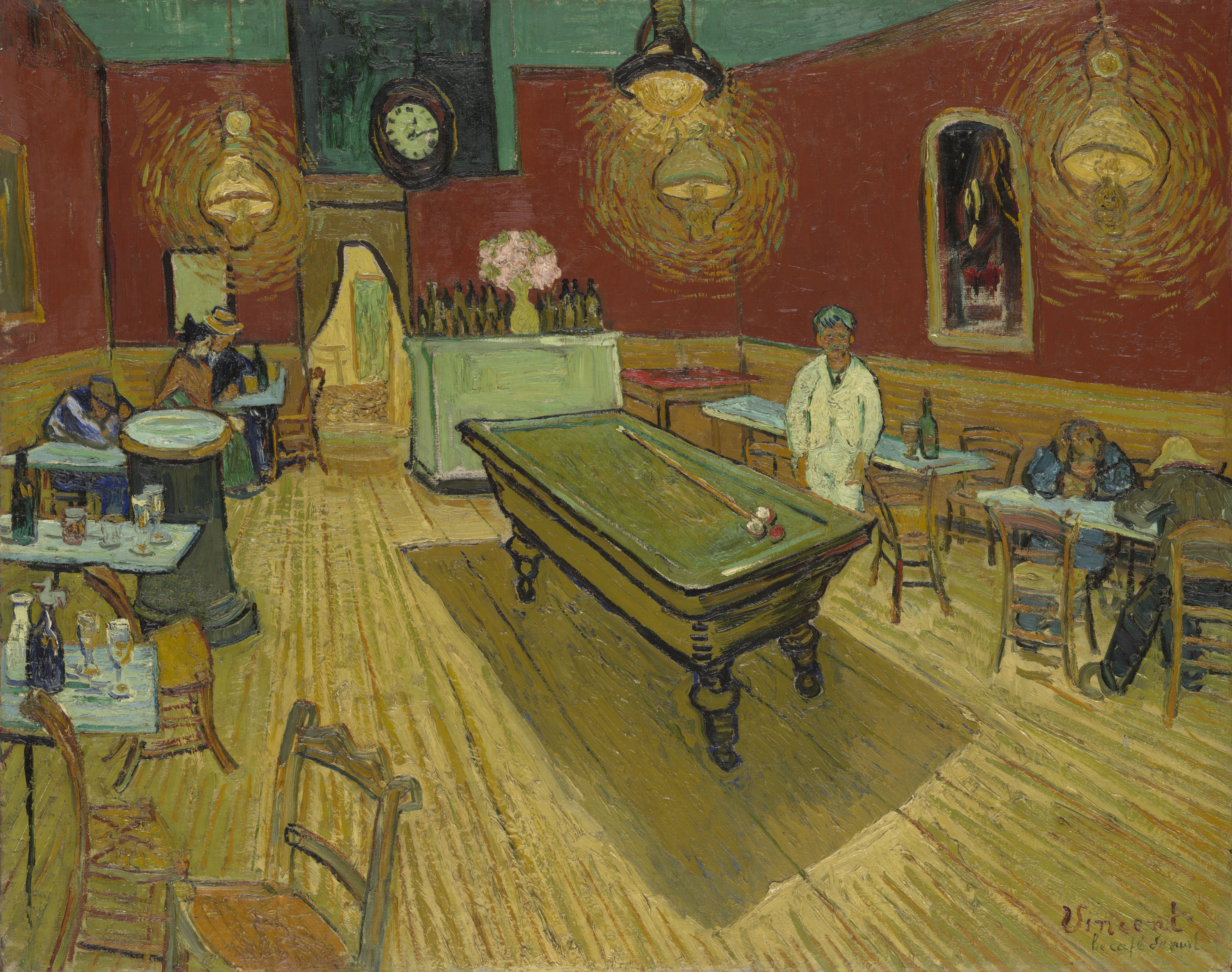
Вінсент Ван Гог. «Нічне кафе»

## Злиття і подальша історія
В 1923 обидва музеї об'єднали під загальною назвою Музей нового західного мистецтва, який у 1925 перетворився на філію Музею витончених мистецтв. В 1928 році всі фонди музею були зосереджені у одній будівлі за адресою вулиця Пречистенка, 21. З цього часу протягом 20 років беззмінним керівником музею був Борис Терновець.
У 1948 р Державний музей нового західного мистецтва був ліквідований як «розсадник низькопоклонства перед упадочною буржуазною культурою», а його експонати були поділені між Пушкінським музеєм і Ермітажем.
Наталя Семенова, історик мистецтва і біограф С. Щукіна пише: «В 1930—1931 роках як першу порцію нового мистецтва Ермітаж отримав 79 картин. Друга дісталася йому зовсім випадково: з ГМНЗІ відібрали для продажу більше сімдесяти картин, але покупців не знайшли. Нікого не обходило, що картини видавалися з Москви: щоб не морочитися з упаковкою, імпресіоністів із постімпресіоністами відправили з Німеччини разом зі старим живописом прямісінько в Ленінград. Ну, і втретє Ермітаж отримав кращу і більшу частину шедеврів ГМНЗІ виключно через нерішучість московських кураторів, які злякалися залишити формалістичні шедеври Пікассо і Матісса у столиці, біля самих стін Кремля».

## Ідея відновлення
Директор Державного музею образотворчих мистецтв ім. А. С. Пушкіна Ірина Антонова лобіювала проект відтворення ГМНЗІ в Москві, і пропонувала використовувати для нього будівлю садиби Голіциних, що належить ГМИИ. Відтворення музею передбачало повернення в Москву частини колекції ГМНЗІ, переданої Ермітажу. Директор Ермітажу Михайло Піотровський виступив з різкою критикою цього проекту.
Ідея отримала широке обговорення після «прямої лінії» Путіна навесні 2013 року. Після того як Антонова озвучила свою пропозицію на всю країну, Путін їй відповів, що підтримає будь-яке рішення з питання відродження музею, але після попереднього опрацювання професійним співтовариством. Проти передачі колекції виступив директор Ермітажу Піотровський, а в Санкт-Петербурзі був організований збір підписів проти передачі частини ермітажної колекції в Москву. У квітні 2013 року в числі доручень, які президент Росії Володимир Путін підписав за підсумками «прямої лінії», було названо пропозицію уряду розглянути питання про доцільність відтворення музею в Москві. Через кілька місяців Антонова перестала бути директором музею, замість неї була призначена Марина Лошак.
У підсумку в травні 2013 року міністр культури РФ Володимир Мединський повідомив, що передачі колекції не буде, однак буде створений віртуальний музей. В квітня 2014 року Мединський повідомив, що відкриття віртуального музею відбудеться в листопаді.